# Kapillär
Se även kapillärkraft

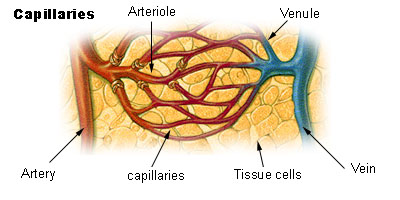
Kapillärer i blodomloppet.

Kapillärer eller hårrörskärl utgör kroppens minsta blodkärl. Utbyte av näringsämnen och gaser sker mellan blodet i kapillärerna och vävnaden runt omkring, därför att kapillärens vägg är så pass tunn att diffusion av mindre molekyler såsom koldioxid, syrgas samt glukos kan ske spontant. Kapillärväggen består endast av ett enda lager med endotelceller. Det finns tre olika typer av endotel som kapillärer kan ha – kontinuerlig, fenestrerad och diskontinuerlig. Den kontinuerliga kapillären läcker ej och finns i bland annat bindväv, hjärtat och nervvävnad. Den fenestrerade kapillären har så kallade porer (öppningar) och finns i bland annat njuren och tarmen. Den diskontinuerliga kapillären läcker och finns i bland annat benmärg och mjälte.
Kapillärernas diameter, 0,005–0,020 millimeter, är precis tillräcklig för att en röd blodkropp i taget ska kunna passera. Kapillärerna mynnar från arterioler som är förgrenade från artärer. Efter en kapillärbädd förenar sig de små kärlen till venoler, som till slut bildar vener. Venolerna har en förmåga att kontrahera, vilket ökar trycket i kapillärbädden, och därmed pressas vätska ut i vävnaden. Venolerna kan även vidgas (dilatera) vilket minskar blodtrycket. Om blodtrycket minskar för mycket är man i en farozon som kan leda till döden.
Kapillärtrycket är det fysikaliska trycket i kroppens kapillärer.

## Kapillär återfyllnad
Kapillär återfyllnad definieras som den tid det tar för huden att återfå sin färg efter att tryck applicerats mot huden, exempelvis en nagelbädd. Lyft handen ovanför hjärtats höjd och tryck på en nagel tills den är vit. Släpp trycket och mät tiden det tar för färgen att återkomma. Tiden bör inte överstiga 2 sekunder. Längre tid än så kan tyda på dehydrering, cirkulationssvikt, minskad perifer perfusion eller perifer kärlsjukdom.